# Ballon d'or 2017
Navigation
Édition précédente Édition suivante
Le Ballon d'or 2017 est la 62e édition du Ballon d'or. Il récompense le meilleur footballeur de l'année 2017 pour le magazine France Football. Il revient à Cristiano Ronaldo pour la cinquième fois.

## Nommés

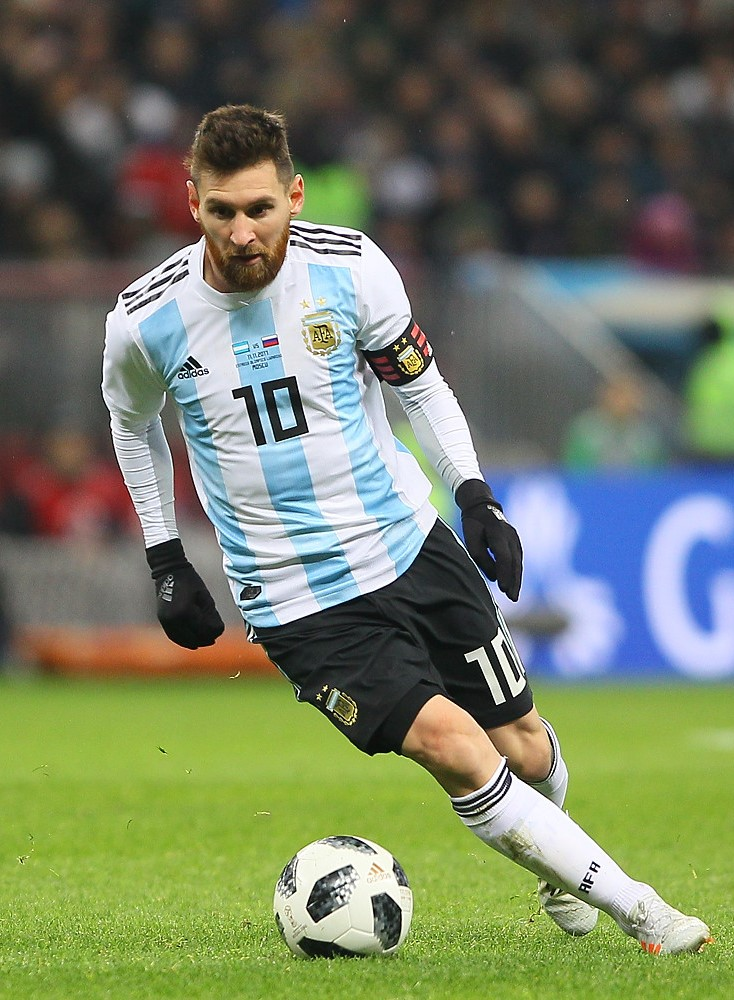
Lionel Messi en 2017.

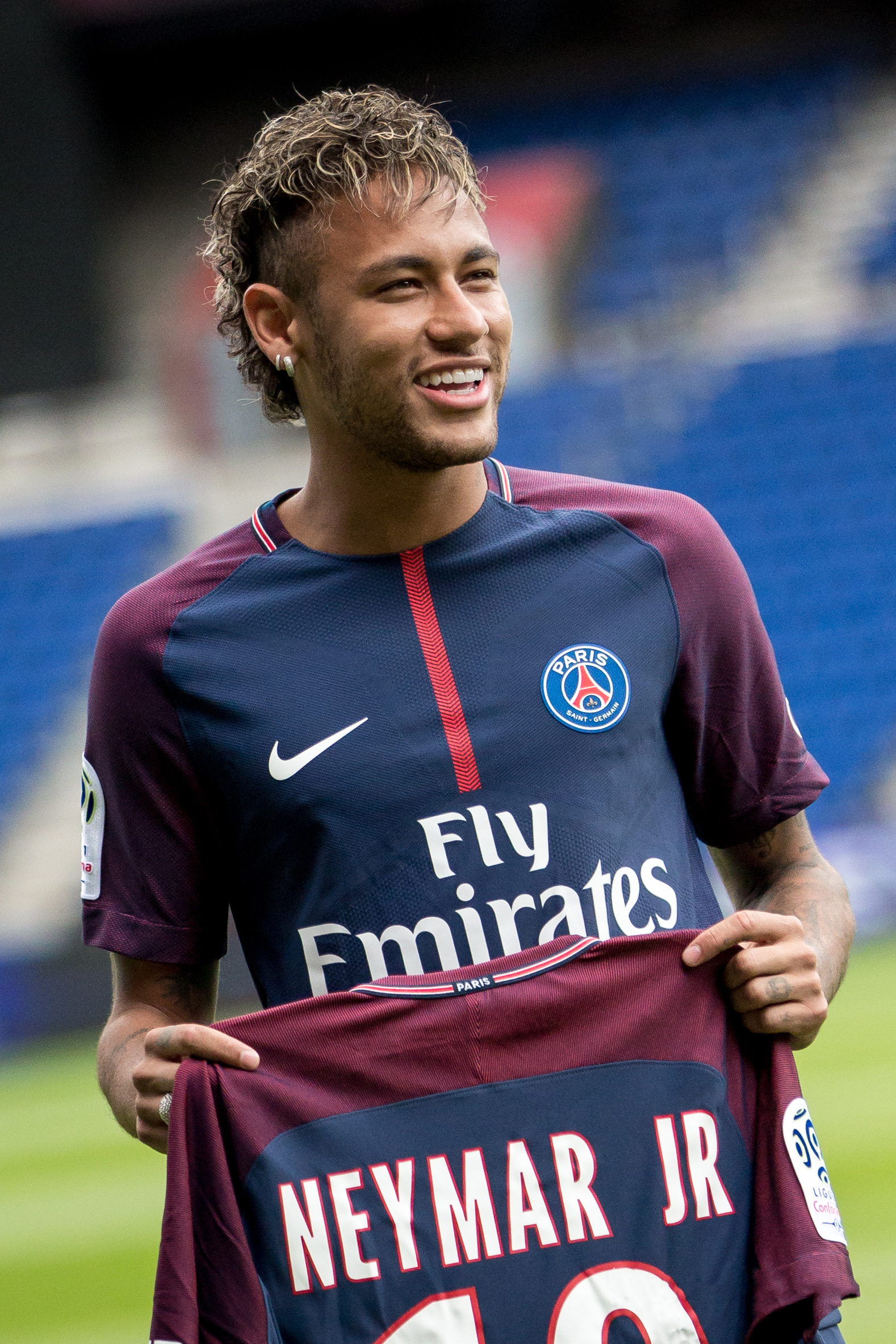
Neymar en 2017.

Les 30 nommés sont connus le 9 octobre 2017,.
Fort de sa très bonne saison avec le Real Madrid, avec un doublé Liga - Ligue des champions à la clé, Cristiano Ronaldo est favori à sa propre succession et peut devenir le deuxième joueur à remporter 5 Ballon d'Or et égaler son rival de toujours, Lionel Messi au palmarès.
Hormis Lionel Messi, auteur d'une nouvelle saison individuelle incroyable avec 51 buts en 56 matchs mais seulement la Coupe du Roi comme trophée remporté, aucun autre candidat ne semble pouvoir menacer Ronaldo cette année-là. 
Néanmoins, il est intéressant de noter les apparitions de Gianluigi Buffon (39 ans) et de retour dans le top 5 pour la première fois depuis 2006, et de Kylian Mbappé (19 ans) qui finit septième et devient le premier joueur âgé de moins de 20 ans à apparaître dans le top 10 depuis Wayne Rooney qui était arrivé huitième en 2004. 
| Rang | Joueur                    | Club                             | Sélection nationale | Points | %       |
| ---- | ------------------------- | -------------------------------- | ------------------- | ------ | ------- |
| 1    | Cristiano Ronaldo         | Real Madrid                      | Portugal            | 946    | 33,76 % |
| 2    | Lionel Messi              | FC Barcelone                     | Argentine           | 670    | 23,91 % |
| 3    | Neymar                    | FC Barcelone Paris Saint-Germain | Brésil              | 361    | 12,88 % |
| 4    | Gianluigi Buffon          | Juventus FC                      | Italie              | 221    | 7,89 %  |
| 5    | Luka Modrić               | Real Madrid                      | Croatie             | 84     | 3,00 %  |
| 6    | Sergio Ramos              | Real Madrid                      | Espagne             | 71     | 2,53 %  |
| 7    | Kylian Mbappé             | AS Monaco Paris Saint-Germain    | France              | 48     | 1,71 %  |
| 8    | N'Golo Kanté              | Chelsea FC                       | France              | 47     | 1,68 %  |
| 9    | Robert Lewandowski        | Bayern Munich                    | Pologne             | 45     | 1,61 %  |
| 10   | Harry Kane                | Tottenham Hotspur                | Angleterre          | 36     | 1,28 %  |
| 11   | Edinson Cavani            | Paris Saint-Germain              | Uruguay             | 32     | 1,14 %  |
| 12   | Isco                      | Real Madrid                      | Espagne             | 28     | 1,00 %  |
| 13   | Luis Suárez               | FC Barcelone                     | Uruguay             | 27     | 0,96 %  |
| 14   | Kevin De Bruyne           | Manchester City                  | Belgique            | 25     | 0,89 %  |
| 15   | Paulo Dybala              | Juventus FC                      | Argentine           | 23     | 0,82 %  |
| 16   | Marcelo                   | Real Madrid                      | Brésil              | 21     | 0,75 %  |
| 17   | Toni Kroos                | Real Madrid                      | Allemagne           | 20     | 0,71 %  |
| 18   | Antoine Griezmann         | Atlético Madrid                  | France              | 17     | 0,61 %  |
| 19   | Eden Hazard               | Chelsea FC                       | Belgique            | 16     | 0,57 %  |
| 20   | David de Gea              | Manchester United                | Espagne             | 15     | 0,54 %  |
| 21   | Pierre-Emerick Aubameyang | Borussia Dortmund                | Gabon               | 14     | 0,50 %  |
| 21   | Leonardo Bonucci          | Juventus FC AC Milan             | Italie              | 14     | 0,50 %  |
| 23   | Sadio Mané                | Liverpool FC                     | Sénégal             | 10     | 0,36 %  |
| 24   | Radamel Falcao            | AS Monaco                        | Colombie            | 9      | 0,32 %  |
| 25   | Karim Benzema             | Real Madrid                      | France              | 7      | 0,25 %  |
| 26   | Jan Oblak                 | Atlético Madrid                  | Slovénie            | 4      | 0,14 %  |
| 27   | Mats Hummels              | Bayern Munich                    | Allemagne           | 3      | 0,11 %  |
| 28   | Edin Džeko                | AS Roma                          | Bosnie-Herzégovine  | 2      | 0,07 %  |
| 29   | Philippe Coutinho         | Liverpool FC                     | Brésil              | 0      | 0 %     |
| 29   | Dries Mertens             | SSC Naples                       | Belgique            | 0      | 0 %     |